# Mats Berggren
Mats Berggren, född 1957 i Södertälje, är en svensk författare.

## Biografi
Mats Berggren är född och uppvuxen i Södertälje där han bodde kvar till 1987. Han var metallarbetare på Scania 1978–1985. Under de sista åren på bilfabriken började han skriva på sin första roman. Därefter gick han kulturvetarlinjen på Stockholms universitet 1985–1987 och har sedan debuten med Orent ackord försörjt sig som författare. Mats Berggren har huvudsakligen skrivit ungdomsböcker men även romaner för vuxna. Han har varit ledamot av Svenska barnboksakademien och ingått i juryn till Litteraturpriset till Astrid Lindgrens minne.

### Blåögd
Blåögd är en ungdomsbok som är skriven av Mats Berggren, utgiven 1999. Det är en skildring om en modig ung tjej som vågar säga sanningen, även om det innebär risker och att ens liv kan förändras på kuppen.
Att vara "blåögd" betyder att man är lättlurad och boken handlar om lögner och respekt.
Bokens huvudtema är respekt mellan människor och hur respekt kan yttra sig. I boken får vi möta Sara som är huvudpersonen. Hon är en person som alltid faller för fel människor, till exempel Johan, en pojke som hon träffar i skolan, som slåss för att få respekt. Johan mår dåligt och låter det gå ut över andra.
Exempel på respekt i boken är när Saras föräldrar står vid hennes sida när hon har det svårt. Hennes kompis stöttade henne också.

## Priser och stipendier
- 1987 – Stockholms läns landstings kulturstipendium
- 1989 – Svenska kommunalarbetareförbundets kulturstipendium
- 1991 – Svenska byggnadsarbetareförbundets kulturstipendium
- 1991 – Stockholms stad kulturstipendium
- 2005 – ABF:s litteratur- & konststipendium
- 2013 – Stora läsarpriset
- 2014 – Spårhunden
- 2019 – Ivar Lo-priset